# Округ Шенанго (Њујорк)
Округ Шенанго (енгл. Chenango County) је округ у америчкој савезној држави Њујорк. По попису из 2010. године број становника је 50.477.

## Демографија
Према попису становништва из 2010. у округу је живело 50.477 становника, што је 924 (1,8%) становника мање него 2000. године.
| Група             | 2000.          | 2010.          |
| Белци             | 49.815 (96,9%) | 48.265 (95,6%) |
| Афроамериканци    | 422 (0,8%)     | 345 (0,7%)     |
| Азијати           | 146 (0,3%)     | 204 (0,4%)     |
| Хиспаноамериканци | 548 (1,1%)     | 929 (1,8%)     |
| Укупно            | 51.401         | 50.477         |